# ناتوک بایتان
ناتوک بایتان (ترکی استانبولی: Natuk Baytan؛ ۵ ژوئیه ۱۹۲۵–۵ دسامبر ۱۹۸۶) یک هنرپیشه، فیلم‌نامه‌نویس و کارگردان فیلم اهل ترکیه بود.
از فیلم‌ها یا برنامه‌های تلویزیونی که وی در آن نقش داشته‌است می‌توان به فرزندان بابا و سه رفیق اشاره کرد.